# Colegio Infant Jesús (Barcelona)
El Colegio Infant Jesús, también conocido como Jesuïtes de Sant  Gervasi o las Damas Negras, es una escuela fundada en 1860 que se encuentra en la isla formada por las calles de Aribau, Travessera de Gràcia, Alfons XII y Avenir de Barcelona, España. 
En el año 2015, la escuela fue traspasada a los Jesuitas de Cataluña. Fue fundada por el instituto religioso femenino Hermanas del Niño Jesús, dedicado a la enseñanza y creado en 1662 en Ruan, Francia, por Nicolás Barré. La escuela fue traspasada a los jesuitas por falta de monjas catalanas en la Congregación que pudieran hacerse cargo. El nombre de «Damas Negras» proviene de la época cuando había monjas francesas (en francés dames) que iban vestidas de negro. Su primera sede estaba situada en la calle Portal de l'Àngel, 10, pero en 1863 se trasladaron a un local más amplio en la plaza de Santa Anna 9. En 1865, dada la epidemia de cólera, se trasladaron a un local de Sant Gervasi y en 1867 la comunidad se instaló en la actual sede entre Travessera de Gràcia y la calle de Avenir.
A principios del siglo XX, la actividad educativa de las Damas Negras se extendió y se encargó al arquitecto Enric Sagnier i Villavecchia la construcción de un edificio (1913-1916) en el Paseo de Gracia 33 de Barcelona, de estilo románico, que destaca por su austeridad y solidez.

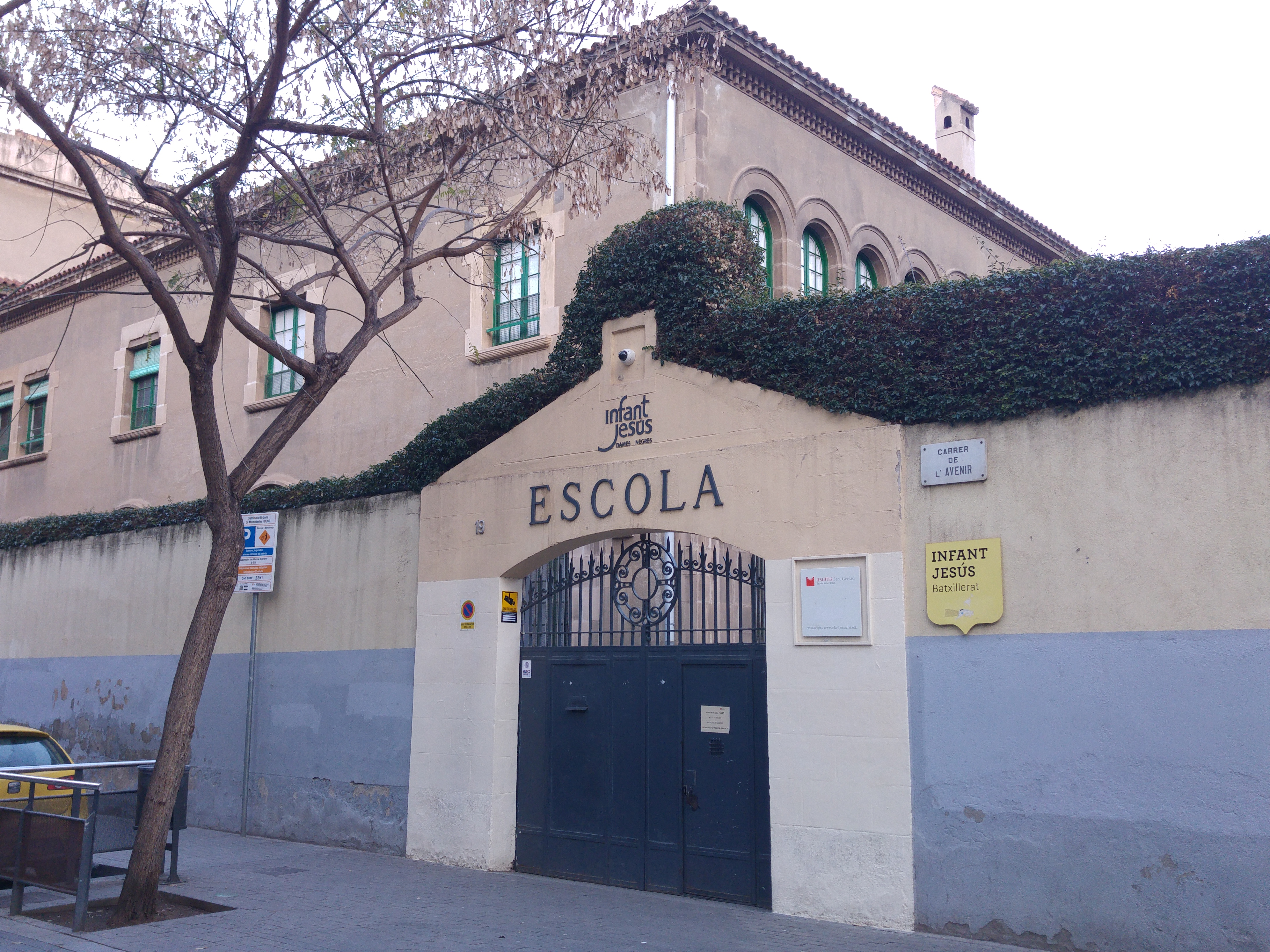
Entrada por la calle Avenir

En la fachada del polideportivo, en el lado de Travessera de Gràcia, se instaló en el año 2008 una pizarra de 500 m² con una resta, un mapa de Europa, una suma, varas, una familia y una frase que resume el objetivo de la escuela: «Distinguir bien el fruto, conservarlo y conducirlo hacia la perfecta maduración» que quiere decir distinguir la manera de ser de cada cual y educar según su manera de ser, hacer la educación personalizada.
En el año 2017, sus alumnos de 3º y 4º de ESO, junto con el artista italiano Júpiter Fab, participaron en un proyecto de Arrels Fundació para llamar la atención sobre la existencia de 3.000 personas sin techo en Barcelona, pintando un mural de cuatro metros de alto por diez de ancho en el muro norte de la escuela que da a la calle Avenir, entre Aribau y Alfonso II.
Han sido directoras del Colegio Infant Jesús: Pilar Maynar, Asunción Brandoly,  Núria Gelpí i Vintró y Mireia Galobart (todas ellas religiosas de la Congregación). Desde 2015, bajo la gestión de Jesuitas Educación: Joan Blasco, Josep Maria Ramón y, desde 2018, el director actual Francesc Moreno.